# Stellepipona lamellata
Stellepipona lamellata är en stekelart som beskrevs av Giordani Soika 1987. Stellepipona lamellata ingår i släktet Stellepipona och familjen Eumenidae. Inga underarter finns listade i Catalogue of Life.